# Arbeidskracht
In de marxistische economie wordt onderscheid gemaakt tussen arbeid en arbeidskracht. De eerste is het specifieke proces dat van grondstoffen een product met gebruikswaarde maakt; de tweede is het vermogen om arbeid te verrichten. Dit onderscheid heeft gevolgen voor het begrip van de arbeidsmarkt, waar arbeidskracht, niet arbeid, als een waar verhandeld wordt.
In de marxistische opvatting werkt de kapitalistische arbeidsmarkt als volgt: deze is een treffen tussen de bezitters van kapitaal (kapitalisten, "werkgevers") en de bezitters van arbeidskracht (de vrije arbeider, "werknemer"). De kapitaalbezitter koopt arbeidskracht in tegen betaling van loon, bijvoorbeeld per uur gemeten, waarna de arbeider ("werknemer") het afgesproken aantal uren arbeid verricht. Hij betaalt hiervoor, aangenomen dat de arbeidsmarkt in evenwicht is, de waarde van deze arbeid, bepaald als de reproductiekosten van de arbeidskracht: de som geld die de arbeider nodig heeft om een maatschappelijk acceptabel bestaan te leiden en zo zijn arbeidskracht de volgende dag opnieuw te kunnen aanbieden.
Arbeidskracht wordt echter beschouwd als een uitzonderlijke waar, omdat de consumptie van arbeidskracht (het laten verrichten van arbeid) waarde toevoegt aan het product van het arbeidsproces, bovenop de waarde van de grondstoffen, hulpstoffen en arbeidskracht die het proces in gaan. Dit is de basis van de meerwaardetheorie, die stelt dat winst gemaakt wordt door de exploitatie van arbeidskracht: de verkoper van arbeidskracht moet dan meer arbeid leveren dan nodig is om de prijs van zijn arbeidskracht te compenseren. Omdat betaald is voor de arbeidskracht, niet voor de arbeid, valt het geheel van het product echter rechtmatig aan de kapitalist toe. De stelling dat alleen arbeidskracht deze eigenschap heeft, heet de waardewet of arbeidswaardetheorie.
In de mainstream-economie bestaat dit onderscheid tussen arbeid en arbeidskracht niet en wordt arbeid beschouwd als een van de productiefactoren.